# Künstler hautnah
Künstler hautnah ist eine Virtual-Reality-Dokumentarserie des deutschen Fotografen und Filmemachers Walter Schönenbröcher über deutsche Kunstpreisträger, die in 360° 3D 8K produziert wird.

## Geschichte
Die erste Staffel mit sieben Folgen zeigt das Leben und Werken der Künstler Günther Rechn, Matthias Körner, Kani Alavi, Hans-Georg Wagner, Jörg Engelhardt, Rita Grafe und Chris Hinze. Die Produktion begann 2019 und dauerte drei Jahre. Diese VR-Serie erlangte mehrere internationale Awards auf internationalen Filmfestivals, wie z. B. in Los Angeles (USA), Kalkutta (Indien), Barcelona (Spanien), Punhaka (Bhutan), Tagore (Indien), Sydney (Australien), Jaisalmer (Indien) und Varese (Italien) und wurde auf Kunstfestivals vorgestellt.
2022 begann die Produktionsfirma Whitestag dessen Gründer Walter Schönenbröcher ist, mit der Arbeit an einer zweiten Staffel. Die ersten Folgen über die Brandenburger Kunstpreisträgerin Mona Höke und den Künstler Micha Brendel sind bereits abgedreht.

## Awards und Nominierungen
- 2021: Deutschland – Continental Film Festival (Finalist Virtual Reality)[2]
- 2021: Deutschland – VRHAM! (Official Selection)[3]
- 2021: Indien – Sun of the East Award (SiegerBest VR/AR and 360° Film)[4]
- 2020: USA – Gold Movie Awards (Finalist Best Series)[5]
- 2020: USA – The Chico Independent Film Festival (Finalist Best VR/AR and 360° Film)[6]
- 2020: Australien – SmartFone Flick Fest 2020 (Sieger SF360)[7]
- 2020: Indien – Sand Dance International Film Festival 2020 (Sieger Best VR Project)[8]
- 2020: Österreich – Vienna Science Film Festival (Finalist Best VR/AR and 360° Film)[9]
- 2020: USA – New York Cinematography AWARDS (NYCA)(Semi Finalist Best VR/AR and 360° Film)[10]
- 2020: Kalkutta – L’Age d’Or International Arthouse Film Festival 2020 (Sieger Best VR/AR and 360° Film)[11]
- 2020: Bhutan – Druk International Film Festival 2020 (Sieger Best Virtual Reality Project)[12]
- 2020: Spanien – Barcelona Planet Film Festival 2020 (Sieger Best Virtual Reality/360°)[13]
- 2020: Italien – Varese International Film Festival 2020 (Sieger Best VR Project)[14]
- 2020: Indien – Tagore International Film Festival 2020 (Sieger Best VR/AR und 360° Film)[15]
- 2020: USA – Los Angeles Film Award 2020 (Sieger Best Virtual Reality)[16]

## Dokumentierte Künstler (Staffel 1)
- Matthias Körner
- Günther Rechn
- Kani Alavi
- Hans-Georg Wagner
- Jörg Engelhardt
- Rita Grafe

## Dokumentierte Künstler (Staffel 2)
- Mona Höke
- Micha Brendel
- Hans Scheuerecker (in Vorbereitung)